# Station Redland
Redland is een spoorwegstation van National Rail in Redland, Bristol in Engeland. Het station is eigendom van Network Rail en wordt beheerd door Great Western Railway. 

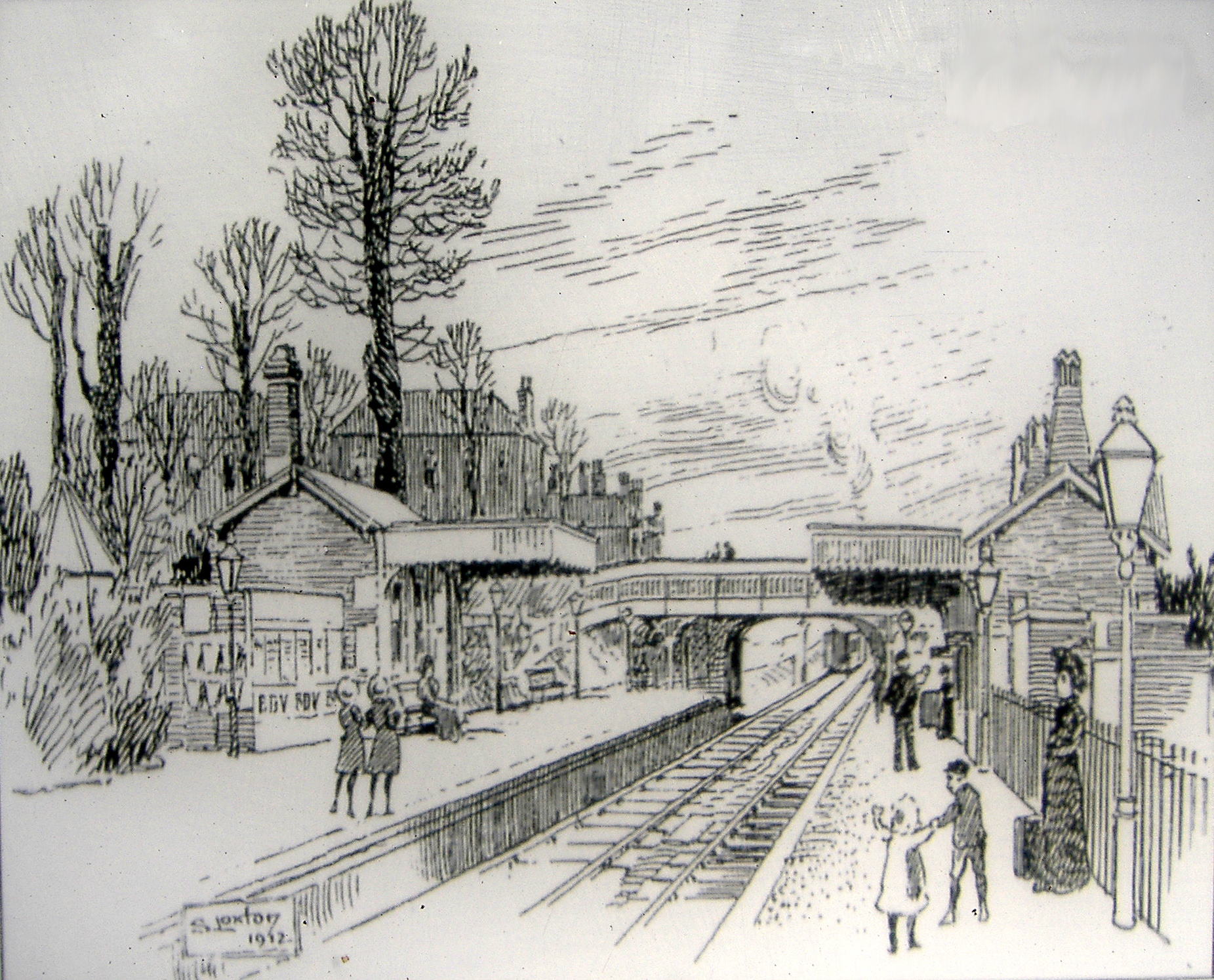
In 1912
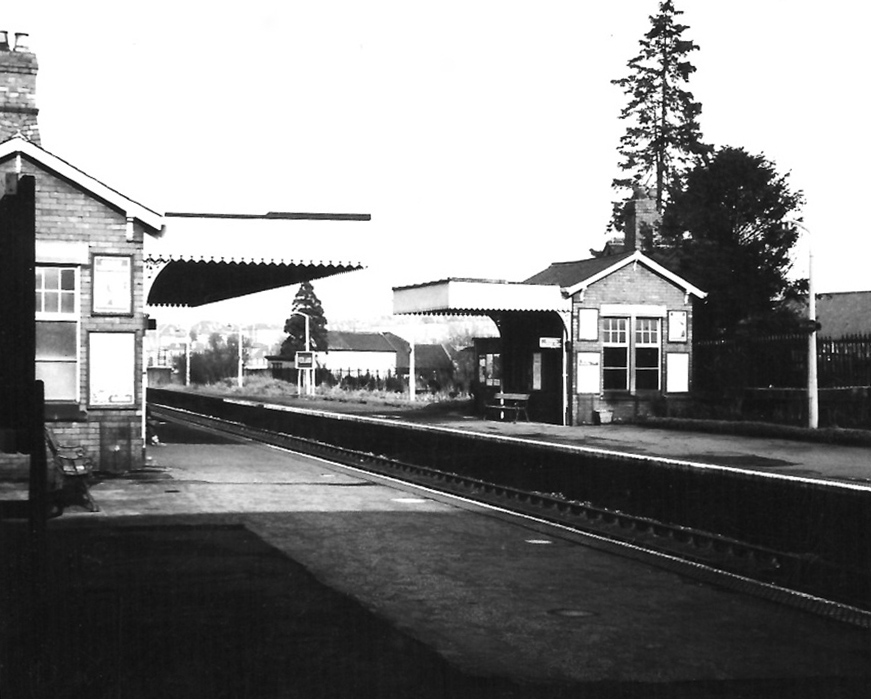
In 1964